# Teorie reziduí a derivací
Teorie reziduí a derivací je sociologická teorie, kterou zpracoval italský sociolog, filozof a ekonom Vilfredo Pareto. Snaží se v ní vysvětlit motivy lidského jednání a říká, že jsou univerzální (nejsou závislé na kultuře, etnicitě, národnosti atd.) Člověk se podle této teorie rozhoduje buď logicky (je-li svým úsudkem schopen porozumět situaci, v níž se nachází), nebo mimologicky (své vnímání reality si upravuje tak, aby takto upravenému obrazu skutečnosti rozuměl). Logickému jednání se podle Pareta věnuje ekonomie, zatímco smyslem sociologie je zabývat se mimologickým jednáním. Podle Pareta lidé většinou jednají mimologicky a racionalizaci mimologického jednání nazývá derivací. Skutečný motiv takového jednání je označován jako reziduum (toto slovo mělo původně i význam „usazenina“, což má vyjadřovat, že takový motiv „vždy zbyde“ po oproštění od všech racionálních důvodů.)

## Historie
Ačkoli se Pareto zabýval sociologií již od počátku 20. století, popsal rezidua a derivace až v jedné ze svých posledních knih, Traktátu o obecné sociologii, který napsal v roce 1916. Tedy ve stejném díle jako svou slavnější Teorii elit. Zde se teorií reziduí a derivací také pokoušel vysvětlit dějiny novověké západní Evropy, a to jako konflikt dvou nejdůležitějších reziduí: snaze zlepšit současný stav věcí a touze po stabilitě.

## Reziduum

### Definice
Ruský spisovatel Vladimir Sorokin, který se tímto pojmem také zabýval, dospěl k následujícímu tvrzení: „Lidské jednání značně závisí na charakteru jakýchsi pohnutek (motivů), které člověka k výslednému chování přimějí.“
Tyto pohnutky nazývá  Vilfredo Pareto rezidua. Popisuje je jako určitý mezičlánek mezi přirozenými instinkty a následným jednáním, tudíž jsou hlavním prvkem při ovlivňování lidského chování. Pojmy reziduum a instinkt neznamenají totéž, ale mají mezi sebou velmi úzkou spojitost.
„Rezidua jsou manifestací instinktů a pocitů, stejně jako stoupání rtuti v teploměru je manifestací zvýšení teploty.“

### Vlastnosti
Rezidua tvoří součást mimologického chování, která je neměnná (naproti tomu derivace je proměnlivá). Není možné je vědecky vysvětlit. Lze je ovšem pozorovat, neboť jsou vnějším projevem instinktů. Jejich pozorování je jediný možný způsob, jak lze o zmíněných instinktech získat nějaké informace.

### Rozdělení
Pareto rozdělil rezidua do šesti skupin:
1. Kombinační reziduum- instinktivní spojování věcí do souvislostí, související se schopností objevit něco nového[6]
2. Reziduum přetrvávání celku - tendence dělat věci stále stejným způsobem a skoro nic na nich neměnit (příklady: zvyky a tradice, existence vztahů ve společnosti, existence rodiny, atd.)[6]
3. Reziduum projevování pocitů - instinktivní aktivita člověka, touha něco vytvořit[6]
4. Reziduum společenskosti - schopnost adaptovat své chování na určité požadavky společnosti, popř. na chování jiné osoby; souvisí s procesem  socializace člověka[6]
5. Reziduum integrity (jednotnosti) - zachování integrity osobnosti při změnách ve společnosti[6]
6. Sexuální reziduum - navazování, popř. udržování sexuálních vztahů; ovlivňuje lidské myšlení a postoj k ostatním[6]

## Derivace

### Definice
Derivace jsou spojené s rezidui, snaží se vysvětlit jednání pod vlivem reziduí (tzn.: derivace jsou důsledkem reziduí). Vilfredo Pareto vychází z toho, že lidské chování je neobvyklé a iracionální, neboť lidskému chování vyhovuje (rezidua). Ovšem reálné chování jednotlivce se snaží racionalizovat předchozí iracionalitu (derivace). Vrcholem derivací jsou různé ideologie a náboženské představy.

### Vlastnosti
Derivace nemají logické vysvětlení, jsou vytvořeny emocemi a city. Pomocí derivací se snažíme ospravedlnit podněty našeho jednání nebo myšlení. Derivace slouží k vysvětlování ideologií.

### Rozdělení
Pareto rozdělil derivace do 4 skupin:
1. Kategorická tvrzení – ovlivnění individuálním citovým vnímání, přijímání jako pravdivé (absolutní), bez možnosti oponovat
2. Výroky podepřené autoritou – výroky opřené o nějakou autoritu (osoba, stát, ideologie), racionalita výroku se opírá pouze o sílu této autority, bez ohledu na rozum
3. Výroky podepřené obecnými principy – odvolávající na obecný zájem, shodující se s obecnými principy (např. práva, morálky, náboženství)
4. Slovní důkazy – prostřednictvím metafor či nejasných, nejednoznačných klamavých vyjádření, nemají logický charakter, nacházejí se často v  politických projevech (především populistických)